# Tachysurus sinensis
Tachysurus sinensis är en fiskart som beskrevs av Lacepède, 1803. Tachysurus sinensis ingår i släktet Tachysurus och familjen Bagridae. Inga underarter finns listade i Catalogue of Life.